# Spelaeoecia cubensis
Spelaeoecia cubensis är en kräftdjursart som beskrevs av Louis S. Kornicker och Jill Yager 1996. Spelaeoecia cubensis ingår i släktet Spelaeoecia och familjen Thaumatocyprididae. Inga underarter finns listade i Catalogue of Life.